# Stob Coire Easain
Stob Coire Easain – szczyt we Wzgórzach Loch Treig, w Grampianach Centralnych. Leży w Szkocji, w regionie Highland. Jest to najwyższy szczyt Wzgórz Loch Treig.